# Émilie Aubry
Émilie Aubry   (París, 1975) és una periodista i presentadora de televisió i ràdio francesa.

## Trajectòria
Filla de François-Xavier Aubry i Martine Ferrand, editora a Grasset, el seu padrastre és el documentalista i exdirector del canal de televisió Arte Pierre-André Boutang. Té dues germanes: la novel·lista Gwenaëlle Aubry i Adrienne Boutang, especialista en cinema i filla de Pierre-André Boutang.
Després d'estudiar literatura, Émilie Aubry es va graduar a l'Institut d'Estudis Polítics de París. Es va incorporar a La Chaîne parlementaire l'any 2001, on va treballar fent reportatges i de presentadora de notícies. El 2006, al costat d'Emmanuel Kessler, va acollir els tres debats de les primàries presidencials del Partit Socialista. El 2007 va presentar Le Temps de choisir, un programa on va entrevistar els candidats a les eleccions presidencials.
Encara a La Chaîne parlementaire, va presentar Pleine Lucarne, un programa sobre temes socials, després Parlement hebdo, Audit public (amb Christophe Jakubyszyn) i Écrire la politique.
Del 2009 al 2011 va presentar Global Mag a Arte, un programa centrat en el medi ambient. Des del 2012 Émilie Aubry presenta, alternant amb un col·lega alemany, Thomas Kausch, Thema, al mateix canal. Aubry també va presentar La Cité du livre, la revista literària de La Chaîne parlementaire i, al mateix canal, Grand Écran, en col·laboració amb Le Journal du dimanche. Va deixar La Chaîne parlementaire el 2017 per a respondre a les ofertes d'Arte i France Culture.